# Allée couverte Toul an Urz

Schema Galeriegrab

Die Allée couverte Toul an Urz (auch Trou de l’Ours) liegt am Rande des an Monumenten reichen Waldes von Duault, östlich von Duault und südlich von Saint-Servais, im Département Côtes-d’Armor in der Bretagne in Frankreich. Toul-An-Urs bedeutet „Loch des Orakels“ und nicht „Loch des Bären“, wie man glauben könnte.
Das Südwest-Nordost orientierte Galeriegrab aus der Jungsteinzeit ist etwa 15,5 Meter lang und 1,2 Meter breit. 1895 wurde die Megalithanlage ausgegraben und präzise beschrieben. Ende des 19. Jahrhunderts gab es neun Orthostaten und drei Deckenplatten. Derzeit sind die drei Deckplatten noch vorhanden, die größte ist stark geneigt. Von den neun Tragsteinen sind noch drei auf einer und zwei auf der anderen Seite vorhanden. Der Platz wurde von Paul Fleuriot de Langle (1744–1787) Kerrangle genannt. Das Schloss Rosvilliou, das der Familie Fleuriot de Langle gehörte, liegt 500 m entfernt. Später nannten die Einwohner den Ort: Goarèmon, Goarem oder La Garenne (deutsch „Wald, in dem die Hasen leben“).
Die kleine Grabkammer aus Granit, der vielleicht aus den nahegelegenen Gorges du Corong stammt, besteht aus einem Deckstein von 2,3 m Länge, der auf zwei etwa 1,5 m hohen Orthostaten ruht. Die Granitsäule am Zugang hat eine halbkreisförmige  Kerbe. Dies weist auf die Existenz eines Türelements, das bei einigen anderen Galeriegräbern vorhanden ist. Während der Ausgrabung von 1895 war die von den Wissenschaftlern allgemein akzeptierte Theorie, dass dies ein Individualgrab war. Die Anwesenheit einer Türplatte stellt diese Hypothese in Frage.
Bei Ausgrabungen wurden Asche, Fragmente römischer Keramik sowie zwei menschliche Knochen, Holzkohle und Tonscherben gefunden.
In der Nähe stehen die Menhire von Les Jumeaux und der Menhir von Kerangler (auch Menhir von Rosvilliou genannt).